# Pasecká skála
Pasecká skála je rulový útvar s nadmořskou výškou 823 m, nejvyšší vrchol v georeliéfu Pohledeckoskalské vrchoviny. Vrchol se skládá ze tří skalních bloků, tvoří významno geologickou lokalitu a přírodní památku o rozloze 3,66 ha v Chráněné krajinné oblasti Žďárské vrchy, v rámci administrativně správním na katastrálním území Studnice u Rokytna, části Nového Města na Moravě v okrese Žďár nad Sázavou, náležejícím do Kraje Vysočina v České republice. Oblast spravuje AOPK ČR, RP Správa CHKO Žďárské vrchy.
Zalesněný vrch se skalními výstupy až 18 m vysokými, členitou skalní hradbou, mrazovými sruby, puklinovými jeskyněmi, kryoplanační terasou a balvanovým polem, tvoří horniny dvojslídný migmatit až ortorula typu metamorfitu, v nižších polohách na jihozápadě dvojslídný svor, kutnohorsko-svratecké geologické oblasti v soustavě Českého masivu (krystalinikum a prevariské paleozoikum).
Vrcholová část se skalními bloky a lesním porostem je od roku 1979 zvláště chráněné území přírodní památky v Chráněné krajinné oblasti Žďárské vrchy a se shodným názvem a územním vymezením také v chráněné oblasti přirozené akumulace vod v severozápadní části Hornosvratecké vrchoviny. Lokalita náleží do povodí řeky Svratky, jihozápadním okrajem vrcholové části prochází rozvodnice povodí řeky Fryšávky a potoka Medlovka.
Česká státní trigonometrická síť uvádí zaměřený trigonometrický bod s názvem „U skal“ a geodetickým označníkem s nivelací 818,62 m n. m. (č. 6 triangulačního listu 3317), litinový svorník zapuštěný do skály se nachází na plošince nejsevernějšího skalního bloku s názvem Vyhlídka. Samotné nejvyšší místo se nachází na jižnějším skalním bloku.

## Geografie
Výrazný vrchol Žďárských vrchů a současně přírodní památka se nachází přibližně 1,3 km severozápadně (331°) od kapličky ve vsi Studnice a ve vzdálenosti 5,8 km (4°) od evangelického kostela v Novém Městě na Moravě. Od Devíti skal, nejvyššího vrcholu Žďárských vrchů, je skalní útvar s trigonometrickým bodem vzdálen zhruba 7 km na jihovýchod (150°).

### Zeměpisný název
Zeměpisný název (toponymum) Pasecká skála je Českým úřadem zeměměřickým a katastrálním standardizované jméno kopce a jeho vrcholu a také chráněného území (přírodní památky) se třemi skalními bloky nazvanými Vyhlídka (nejsevernější skalisko s turistickou vyhlídkou a trigonometrickým bodem), Omšelý hřeben (skalní hradba se skaliskem označovaným Pecen) a skalní blok Pernštejn.

## Přírodní poměry
Vrchol s výchozy skalních hornin v Pohledeckoskalské vrchovině, geomorfologickém okrsku Žďárských vrchů v severozápadní části geomorfologického celku Hornosvratecká vrchovina. Pasecká skála na jiho-jihovýchodě oddělena sedlem (vrchol 786 m) od vrchu se zeměpisným názvem Kopeček (822 m), nejvyššího vrcholu v georeliéfu Pohledeckoskalské vrchoviny. Sedlem vedena silnice II/354 v úseku Sněžné – Paseky (místní část na katastrálním území Studnice u Rokytna) – Rokytno – Nové Město na Moravě.
Severozápadní až severovýchodní úbočí vrchu strmější, nad hlubokým a široce rozevřeným údolím (tzv. žďárský typ georeliéfu), na severozápadě protékané potokem Medlovka, na severu až severovýchodě řekou Fryšávkou. Východně od vrcholu úžlabí se zdrojnicí Fryšávky, pramen pod místní lokalitou Paseky. Jihozápadní svahy vrchu nad úžlabím se zdrojnicí potoka Medlovka, ve vrcholové části rozvodnice povodí potoka a řeky Fryšávky.

### Geologie
Skalní útvar, který se nachází na okrajovém hřbetu Pohledeckoskalské vrchoviny, byl zvětráváním po puklinách rozdělen do tří oddělených skalních bloků, dosahujících výšky až 18 metrů. Na stěnách skal se nacházejí voštiny a skalní výklenky. Vznikl zde také 8,5 metrů dlouhý a 4 metry vysoký tunel a další dvě menší jeskyňky. Pod skalami jsou balvanité sutě, v blízkém okolí se nacházejí ještě dva menší skalní bloky.

### Flóra a fauna

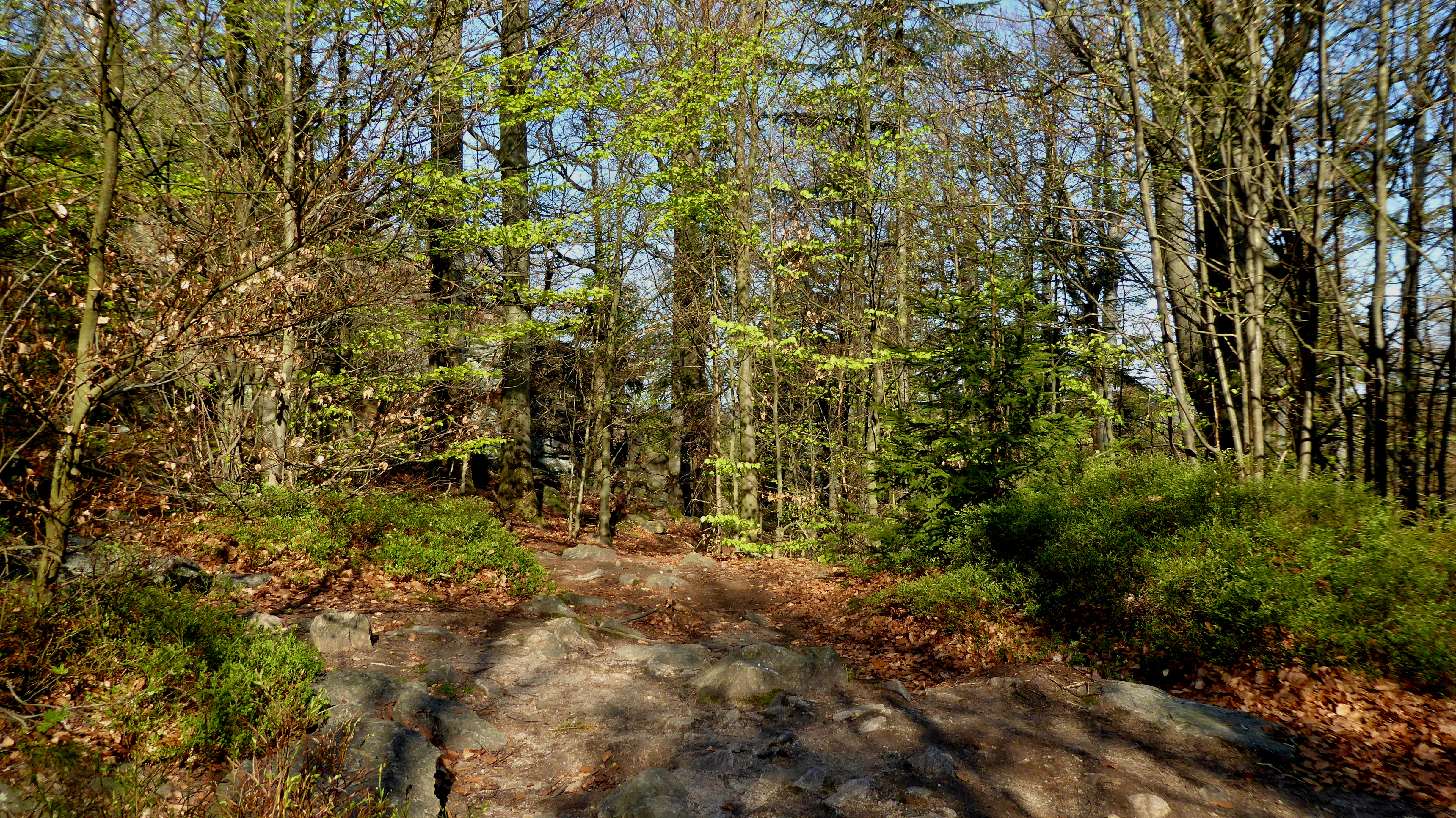
Vrcholová část je zvláště chráněné území přírodní památky se skalními výstupy, smrkovými bučinami a chudým bylinným podrostem

Na skalách roztroušená borovice lesní (Pinus sylvestris), bříza bělokorá (Betula pendula) a jeřáb ptačí (Sorbus aucuparia), v jejich okolí hospodářský les s převahou smrku ztepilého (Picea abies). V blízkém okolí skalních útvarů se dochovala ukázka původních smrkových bučin, roste zde také buk lesní (Fagus sylvatica) a méně jedle bělokorá (Abies alba).
Bylinný podrost chudý, roste zejména borůvka černá (Vaccinium myrtillus), šťavel kyselý (Oxalis acetosella), metlička křivolaká (Avenella flexuosa) a kapraď rozložená (Dryopteris dilatata). Skály a sutě jsou porostlé pokryvnou vegetací lišejníků, z mechorostů například štěrbovka skalní (Andreaea rupestris).
Na území přírodní památky běžné druhy lesních ptáků, mezi nimi například datel černý (Dryocopus martius), ořešník kropenatý (Nucifraga caryocatactes), strakapoud velký (Dendrocopos major), také krahujec obecný (Accipiter nisus), krkavec velký (Corvus corax), poštolka obecná (Falco tinnunculus), sýc rousný (Aegolius funereus), ze vzácnějších druhů hnízdí výr velký (Bubo bubo), žije zde také jelení zvěř.

## Předmět ochrany

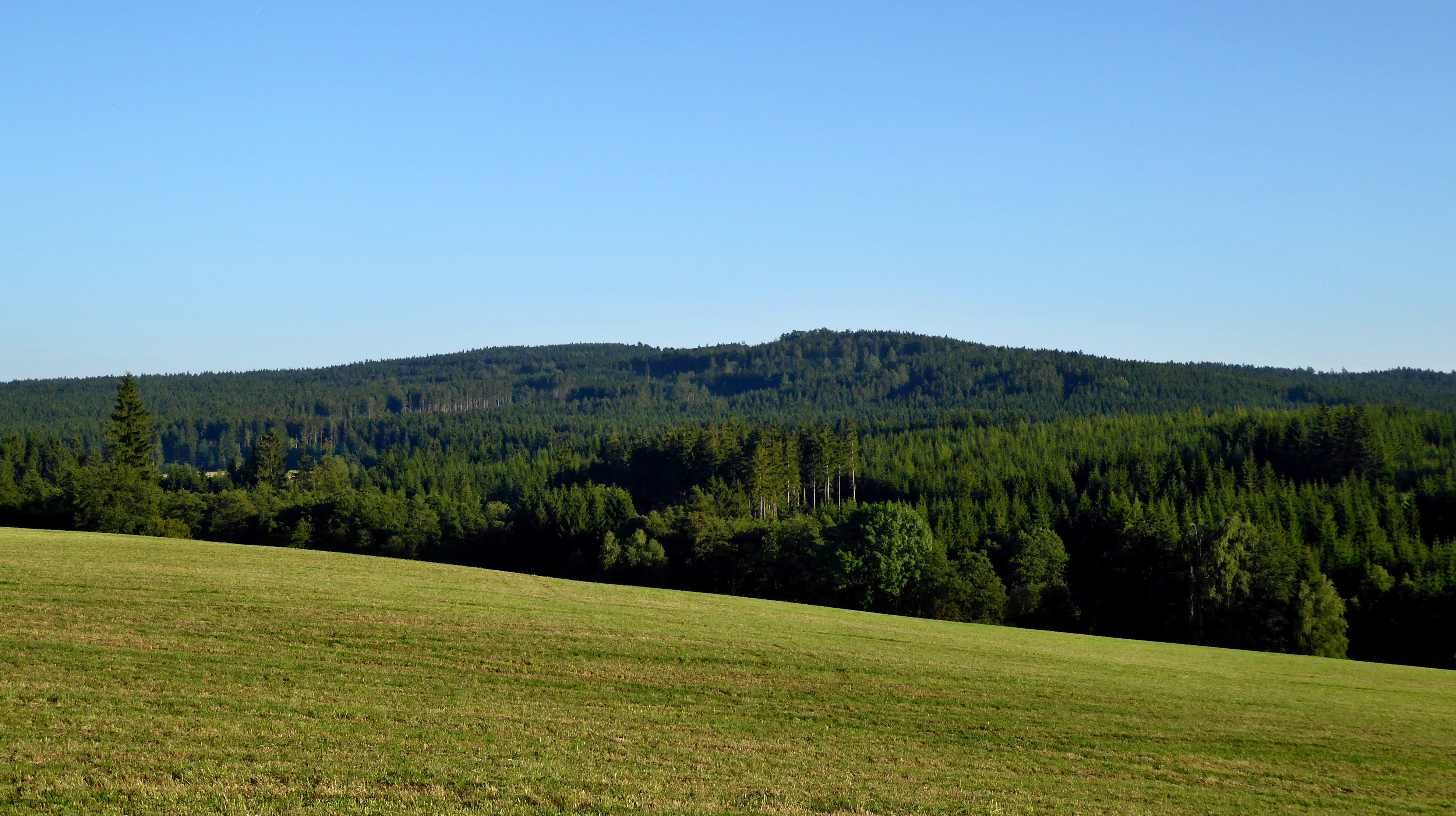
Pasecká skála z lokality Kopaniny nad Kadovem

Předmětem ochrany na zvláště chráněném území přírodní památky je vrcholový skalní útvar, ukázka mrazového zvětrávání migmatitických a biotitických rul Žďárských vrchů v periglaciálních podmínkách pleistocénu, vegetace silikátových skal a drolin, včetně přilehlých lesních porostů.

## Výstup na vrchol
Vrchol skalního bloku s názvem Vyhlídka a trigonometrickým bodem je rozhledové a cílové místo modře značené turistické trasy. Od rozcestníku s názvem Pasecká skála krátký a prudce stoupající závěrečný úsek vedený balvanitým polem a na skalním podloží, na trase řetězy a upravená nášlapná ploška.
Do vrcholové části směřuje také turistická trasa zeleně značená v úseku Kadov – Pasecká skála – Studnice, vedená jihozápadní částí přírodní památky s rozcestníkem Pasecká skála.

### Rozhled

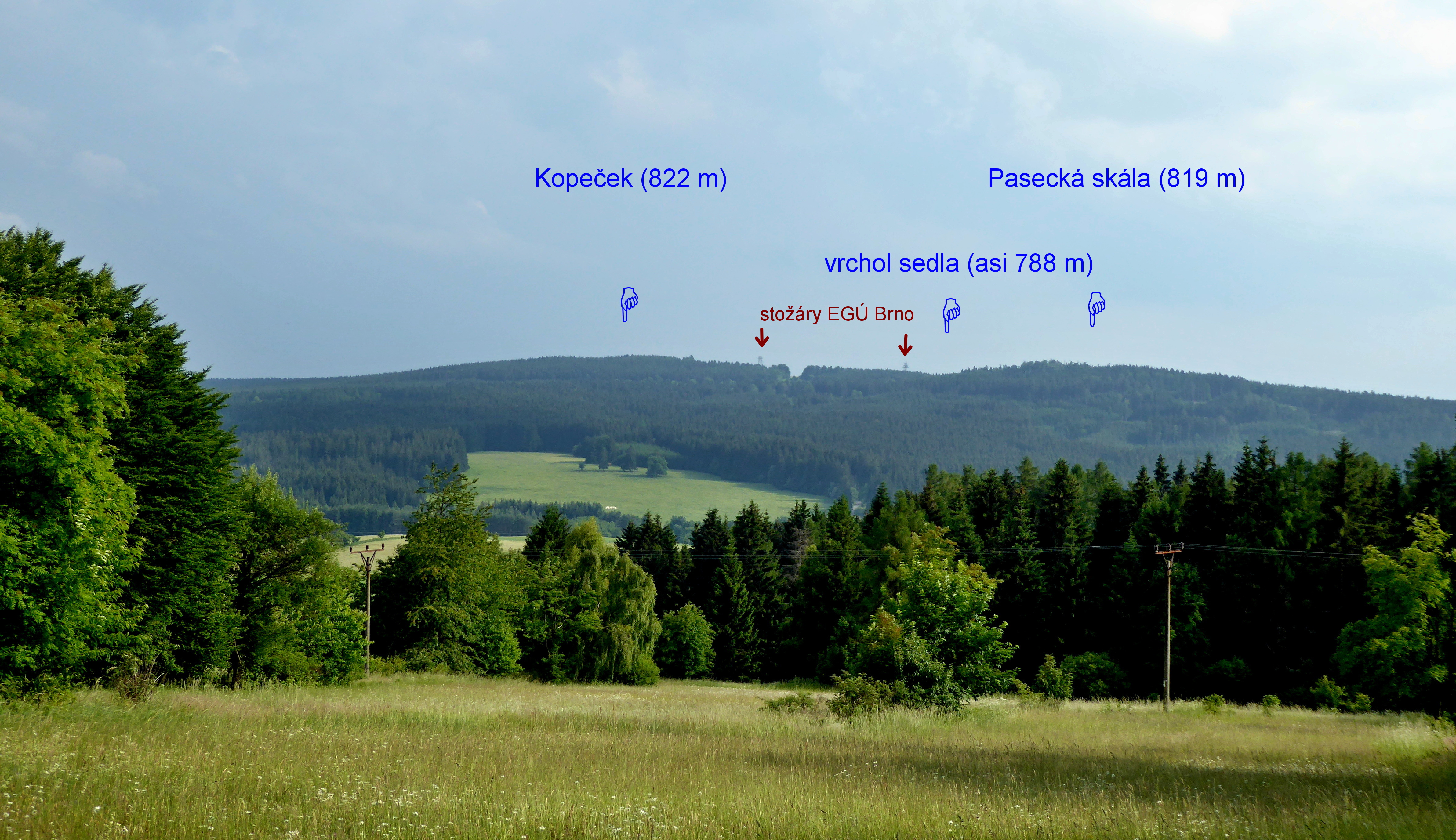
Pasecká skála a Kopeček ze svahů vrchu Teplá v Devítiskalské vrchovině; mezi vrchy zřetelné sedlo a špičky stožárů VVN zkušební stanice EGÚ (zejména ve 20. století výzkum námrazy)

Z vrcholové skály rozhled v rozmezí severozápad až východ, na jihovýchodě až severozápadě brání ve výhledu skalní bloky a vzrostlé dřeviny. Z upravené vyhlídky pohled na centrální část Žďárských vrchů, částečně obce Fryšava pod Žákovou horou a Kadov, městys Sněžné, vesnická památková rezervace Krátká a oblast kolem Samotína.
Na severu asi 3,5 km vzdálený vrch Teplá (782 m), od něho vpravo Vysoký kopec (806 m). Výhledu dominuje na severovýchodě (38°) asi 6,1 km vzdálený Buchtův kopec (813 m) s radarovou věží (vrchol 840 m) nad městysem Sněžné, vpravo od vrcholu kuželovitý kopec Strom (791 m). Přibližně na východě (80°) výrazný vrch Bohdalec (791, resp. 801 m) a jižněji asi 4,8 km vzdálená Metodka (788 m), v dálce další vrcholy Pohledeckoskalské vrchoviny.
Na zalesněných hřbetech Devítiskalské vrchoviny přibližně od severozápadu (293°) směrem k severu nevýrazné vrcholy, s místním názvem Fryšavský kopec (803 m), Křivý javor (823 m) a Břímovka (790 m). Výraznější v georeliéfu (336°) asi 5 km vzdálený vrch Křovina (830 m), druhý nejvyšší vrchol Žďárských vrchů a na severo-severozápadě (352°) rozsocha s přibližně 5,1 km vzdálenou Malinskou skálou (813 m), mezi nimi lesní lokalita Suchý kopec (až 816 m dle vrstevnicové mapy).
Při dobré viditelnosti vlevo od Malinské skály lze spatřit nejvyšší českou horu Sněžku, na severo-severovýchodě hřeben Orlických hor, na severovýchodě Králický Sněžník a více na východ pohoří Jeseníků. V popředí pak zaujmou větrné elektrárny na Svitavsku. Na východě je vidět hřbet Horního lesa s rozhlednou.

## Turistika
Vrchol a přírodní památka uvedené v turistické mapě Žďárské vrchy (mapový list 48) vydané Klubem českých turistů. Na vrchol skalního bloku Vyhlídka vedená od areálu hotelu Medlov na břehu Medlovského rybníka modře značená turistická trasa (Medlov, hotel – Podmedlovský mlýn – Pasecká skála, vyhlídka).
Přes Pasecké skály vede zeleně značená turistická cesta, spojuje obce Kadov a Studnice, nejvýše položené sídlo na Českomoravské vrchovině (780 m n. m.). Nejbližšími autobusovými zastávkami zhruba 1 km vzdálenými jsou Nové Město na Moravě, Studnice, rozc. a Nové Město na Moravě, Paseky na silnici II/354 z Nového Města na Moravě do Sněžného.

## Horolezectví
Pasecké skály jsou využívány horolezecky, nachází se zde více než 100 lezeckých cest. Nejnáročnější cesty jsou vyznačeny na útvarech Pernštejn a Vyhlídka (klasifikace UIAA 7 a 8-).
Skalní lezení (například Kočičí věž, Kozí stěnka, Kozí věž, Loutkář, Pasecká věžka, Školka aj.) bez časového omezení v úsecích vyznačených značkami, horolezecké cesty v konečném počtu (nelze je rozšiřovat rozhodnutím Správy CHKO Žďárské vrchy).

## Galerie

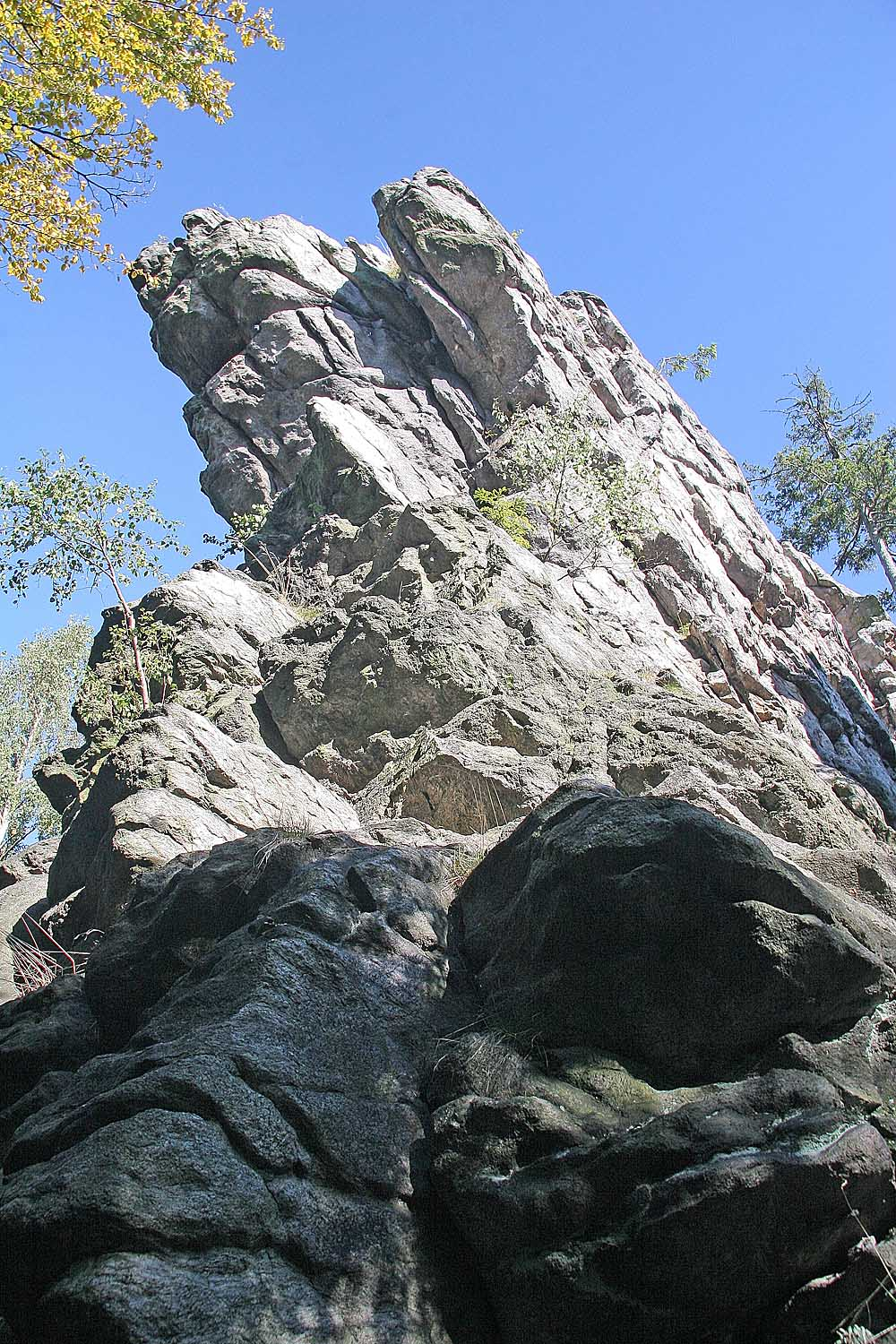
Pasecká skála zdola
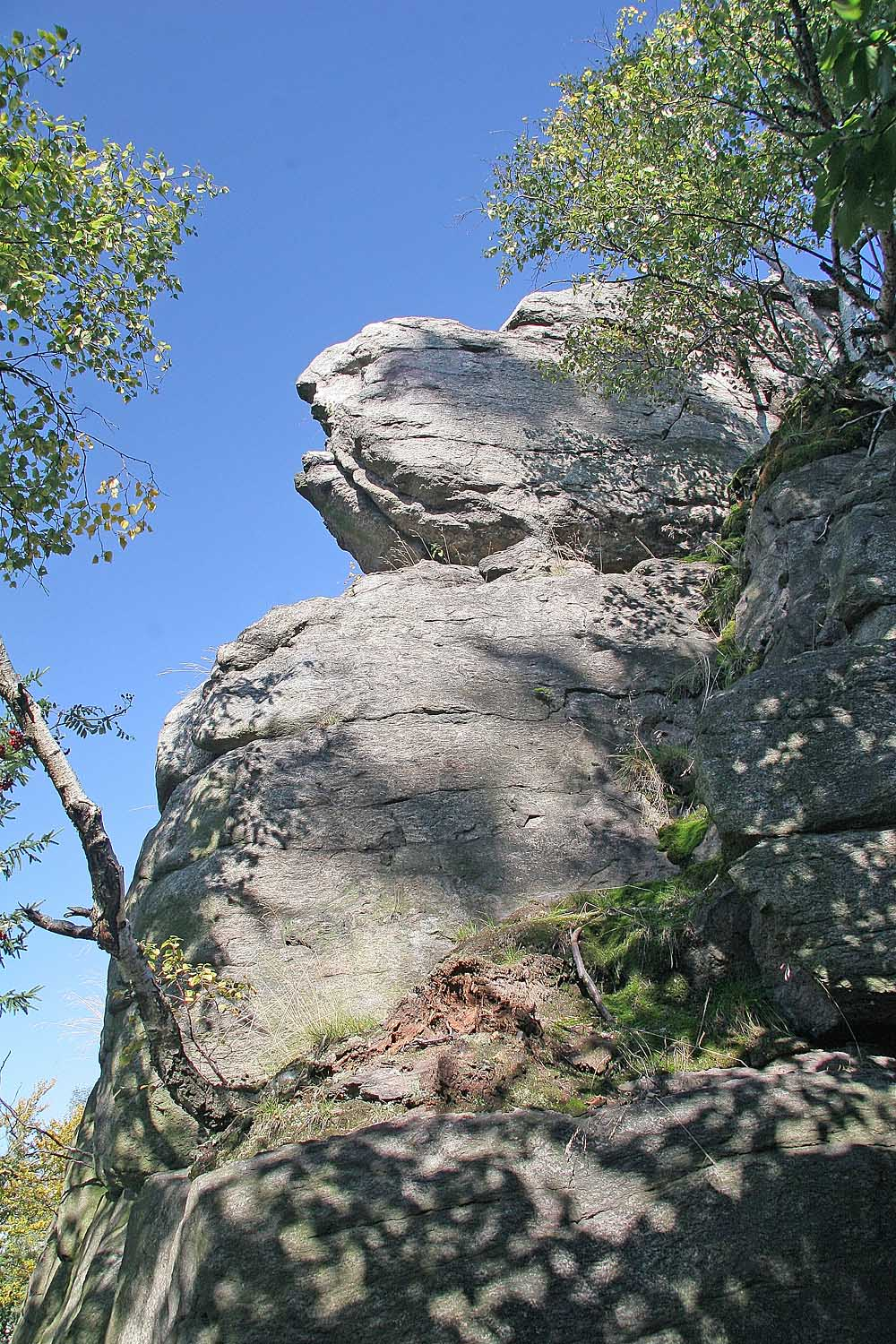
Pasecká skála, boční pohled
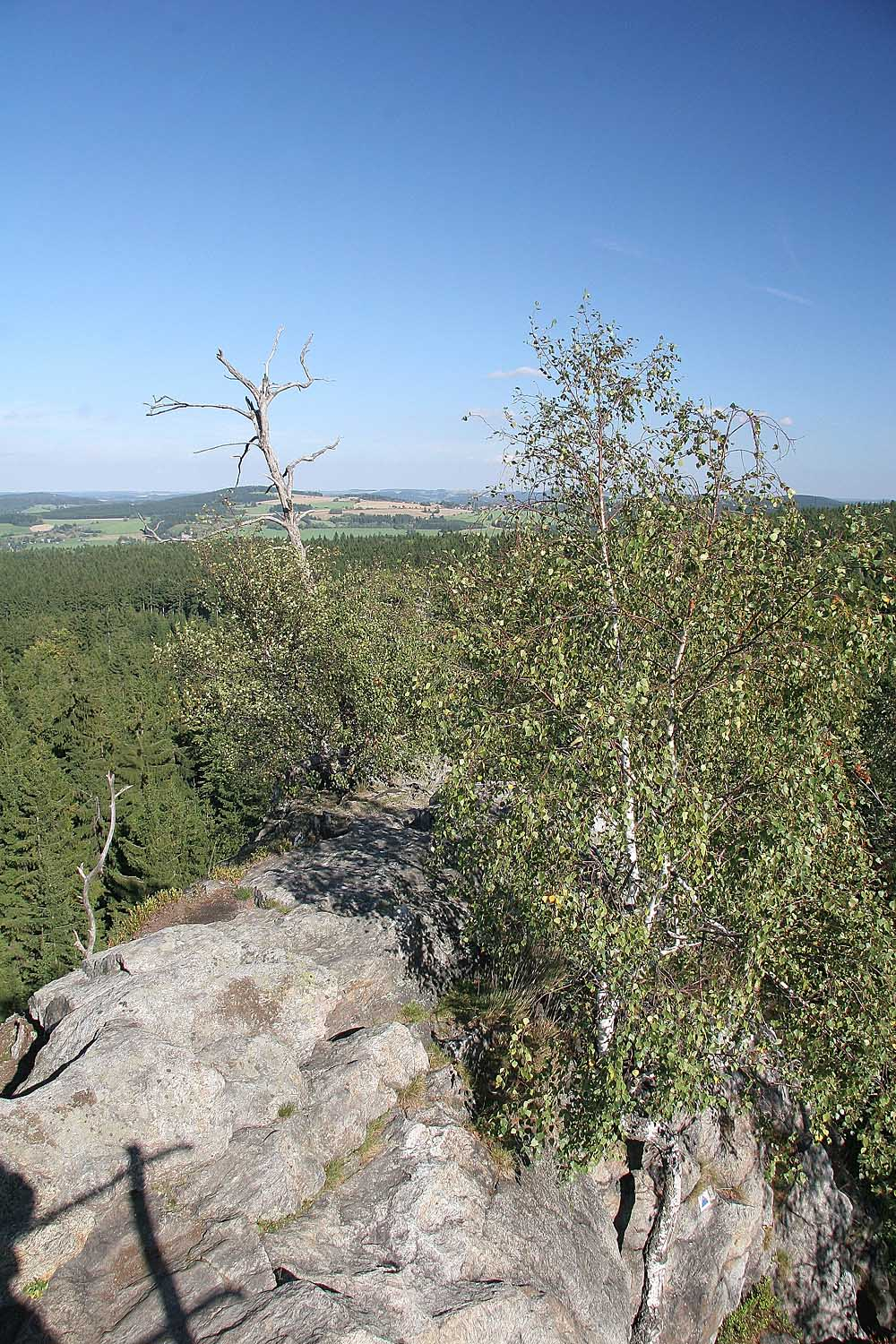
Pasecká skála, vrcholová část skalního bloku Vyhlídka
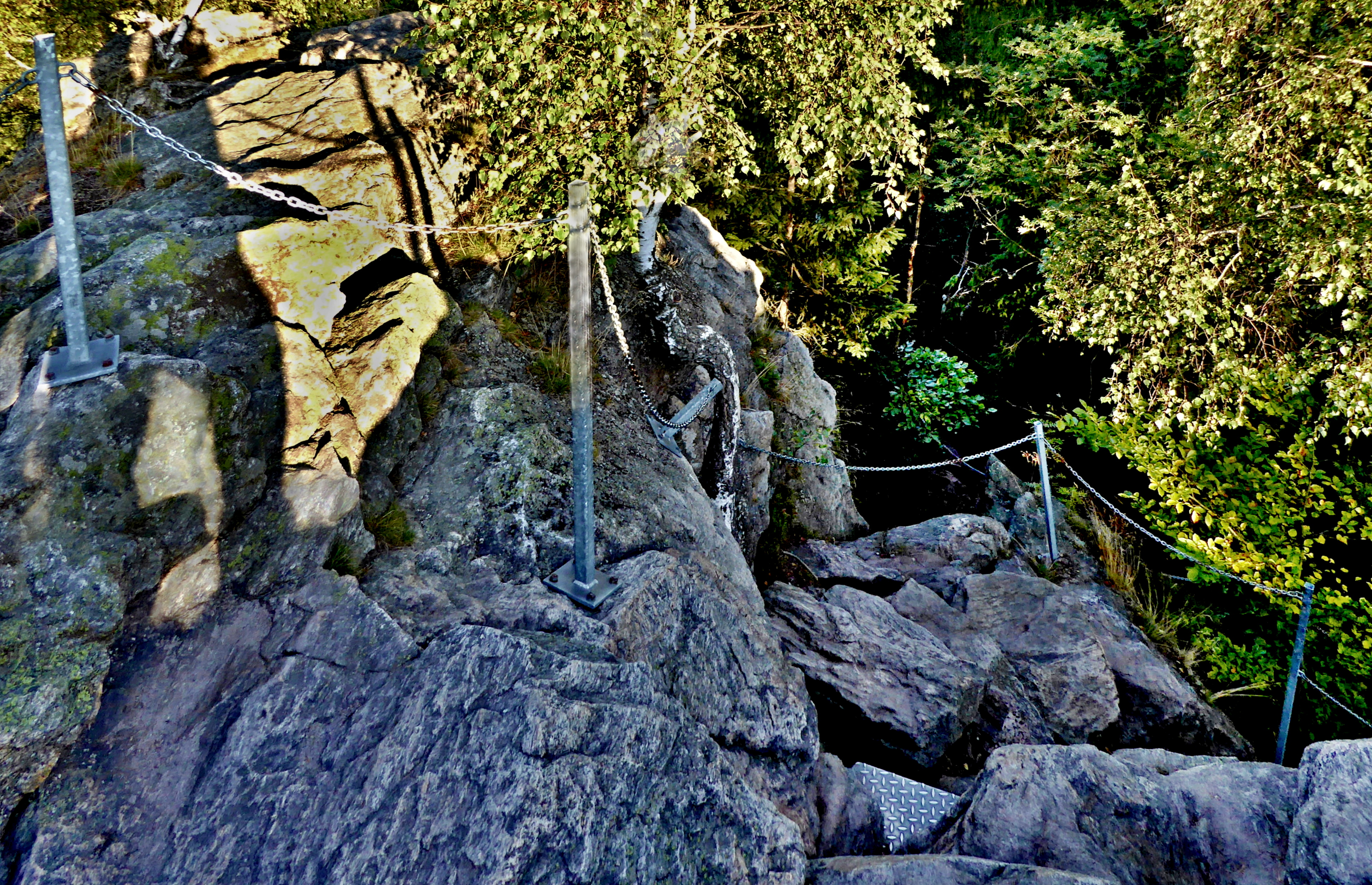
Turistická trasa s řetězy na skalním bloku Vyhlídka, pohled z vrcholu
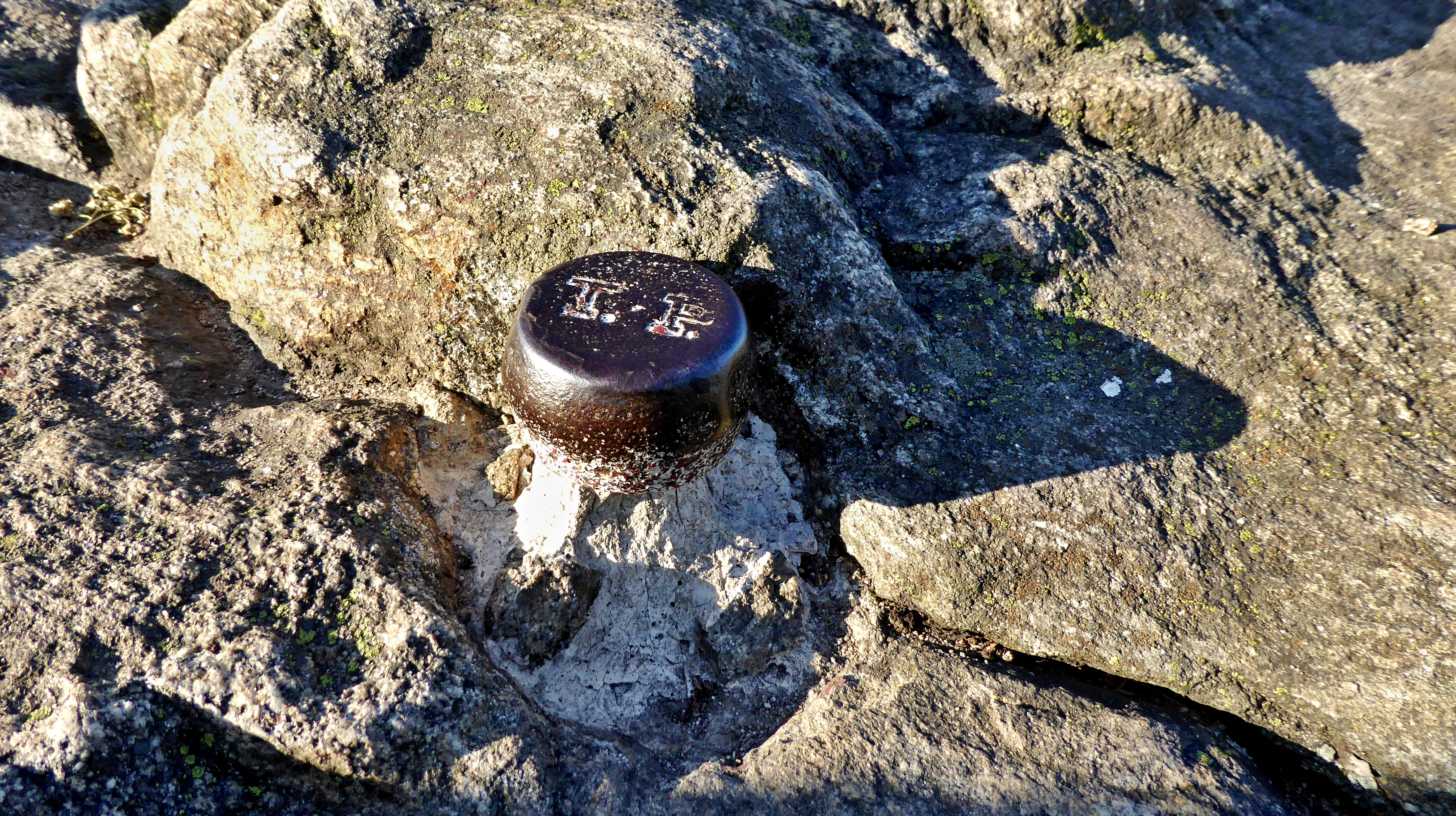
Trigonometrický bod (litinový svorník) na skalním bloku Vyhlídka
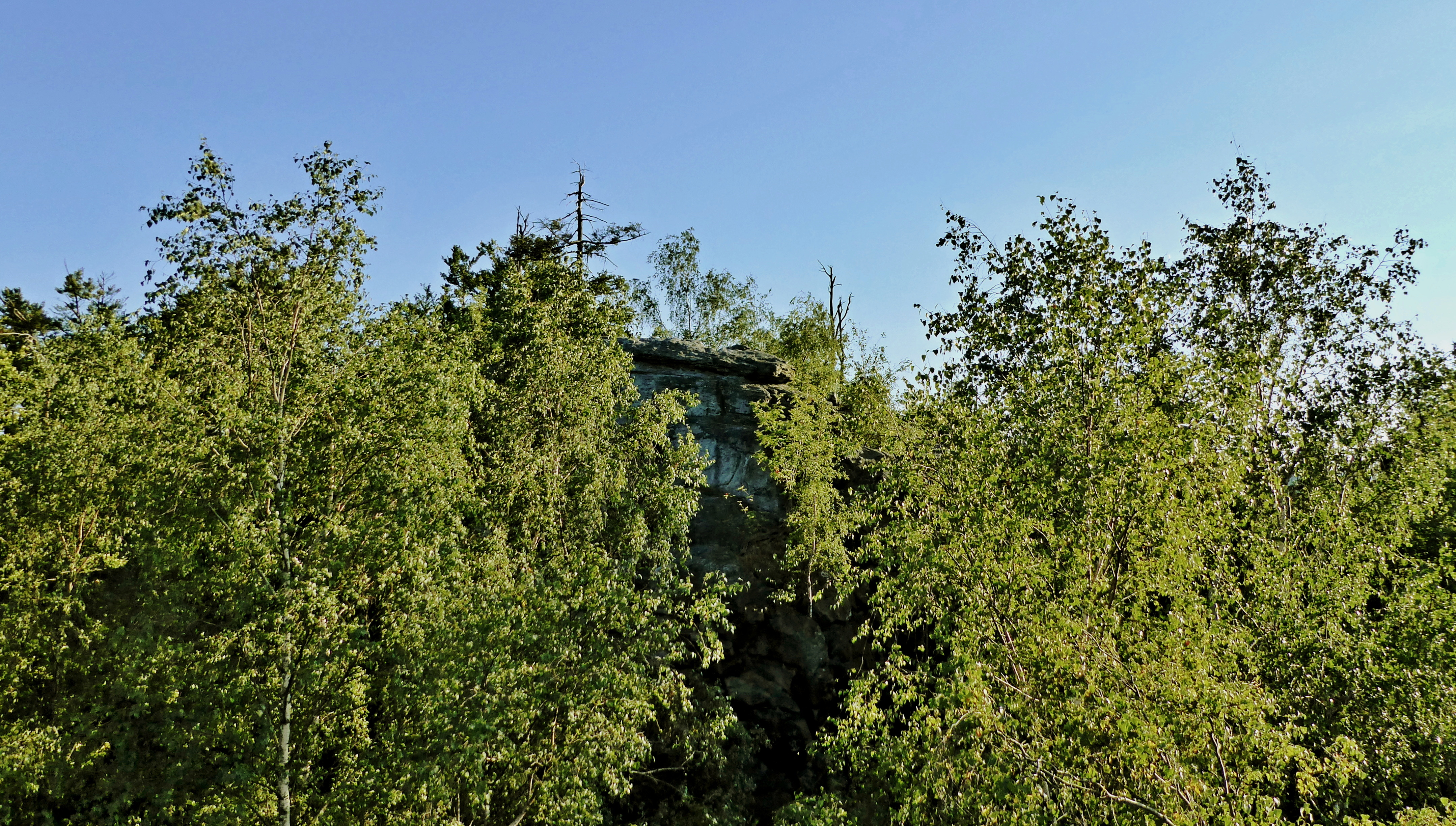
V jižním směru výhled omezen dřevinami a skalním blokem Omšelý hřeben
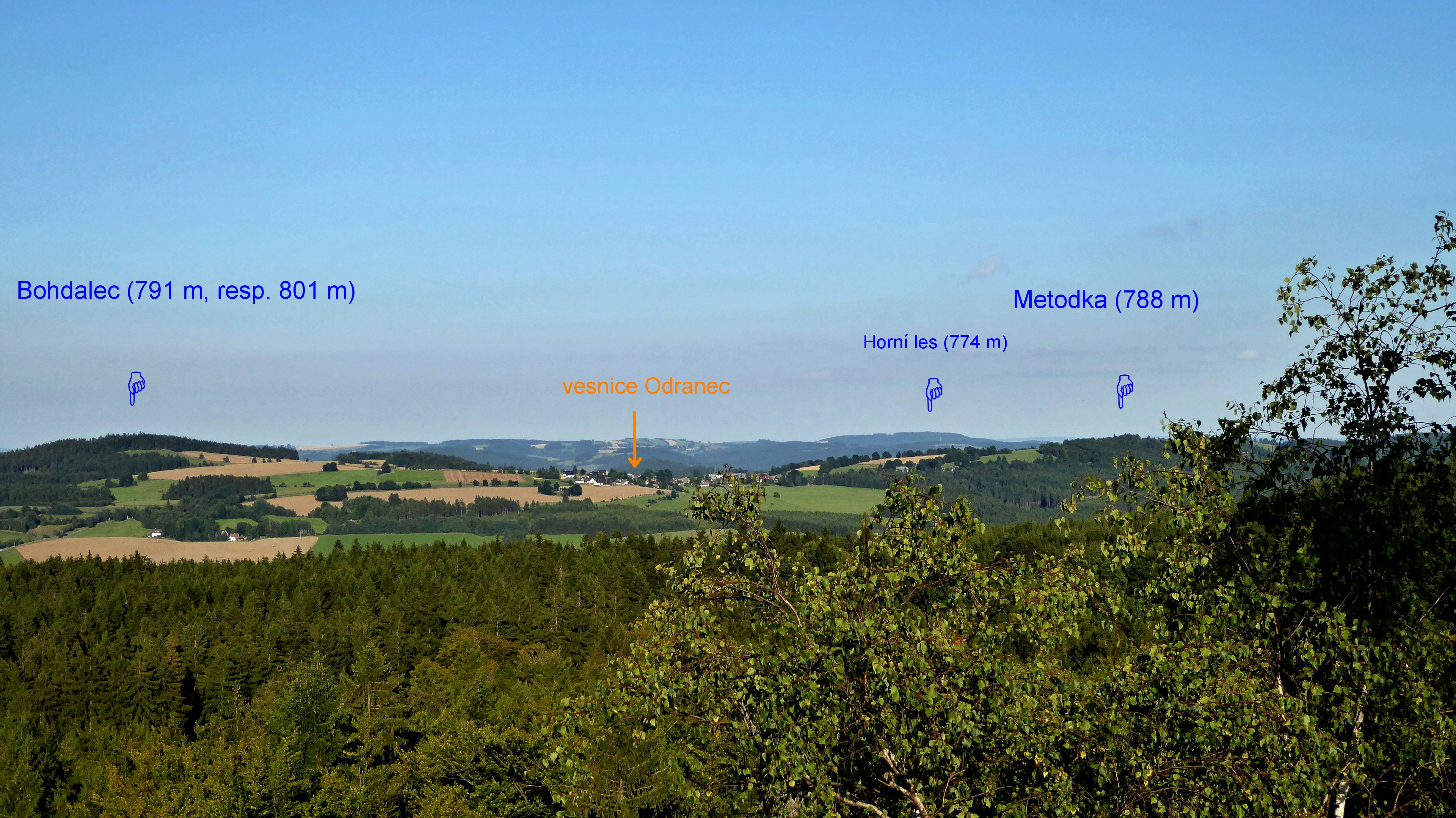
Východním směrem Pohledeckoskalská vrchovina (Bohdalec, Metodka), v dálce Sulkovecká vrchovina (Horní les)
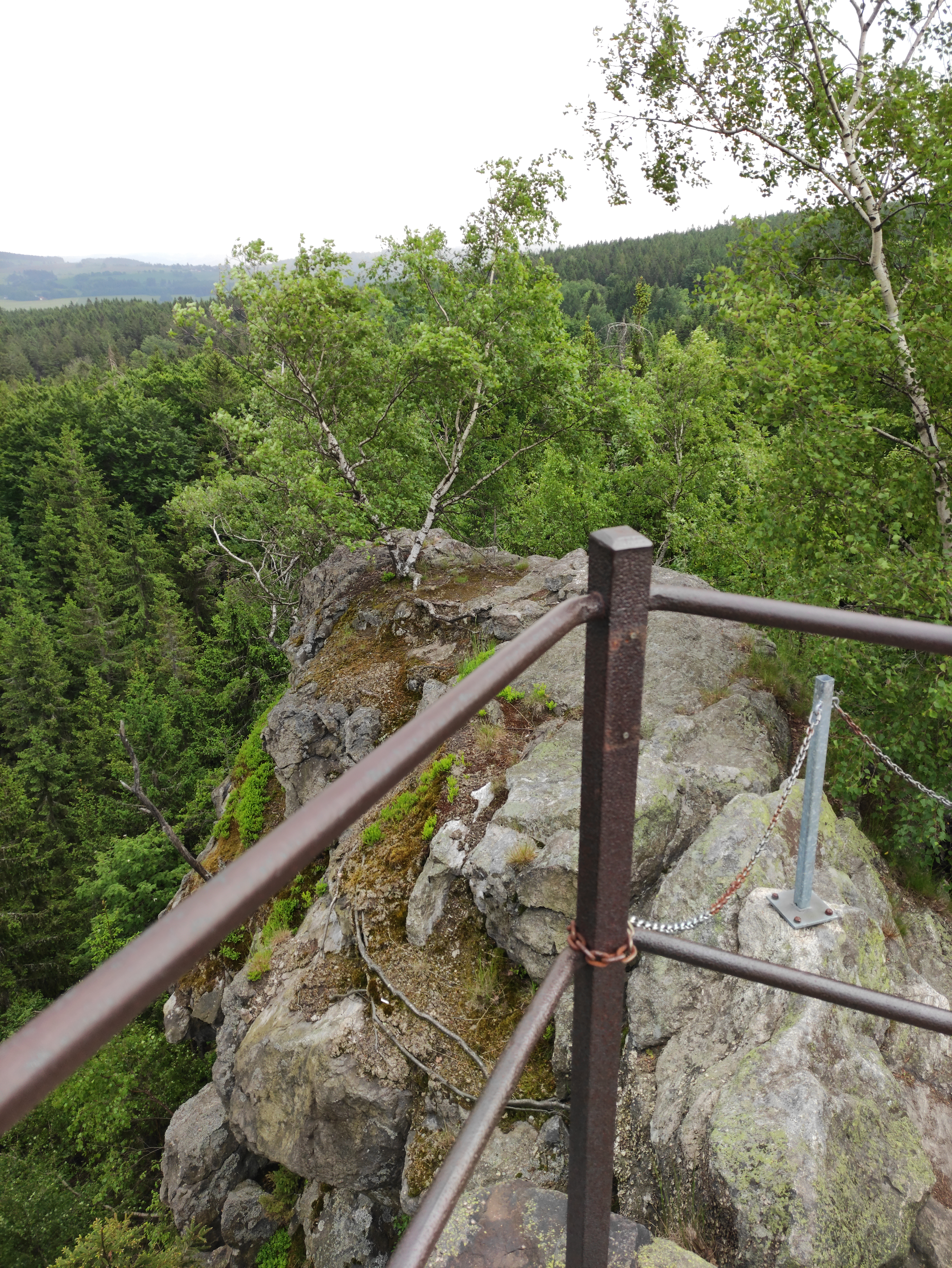
Vyhlídka
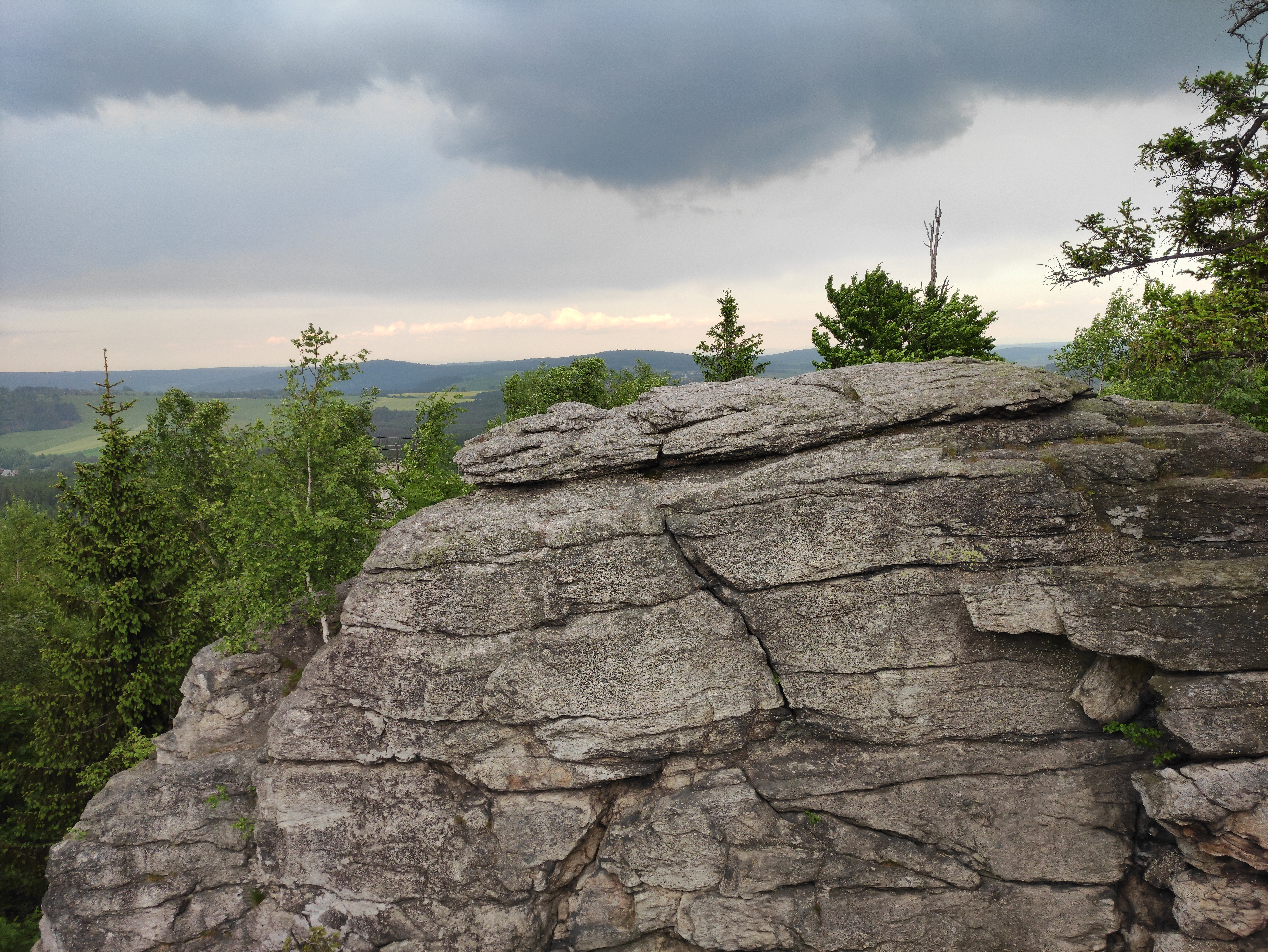
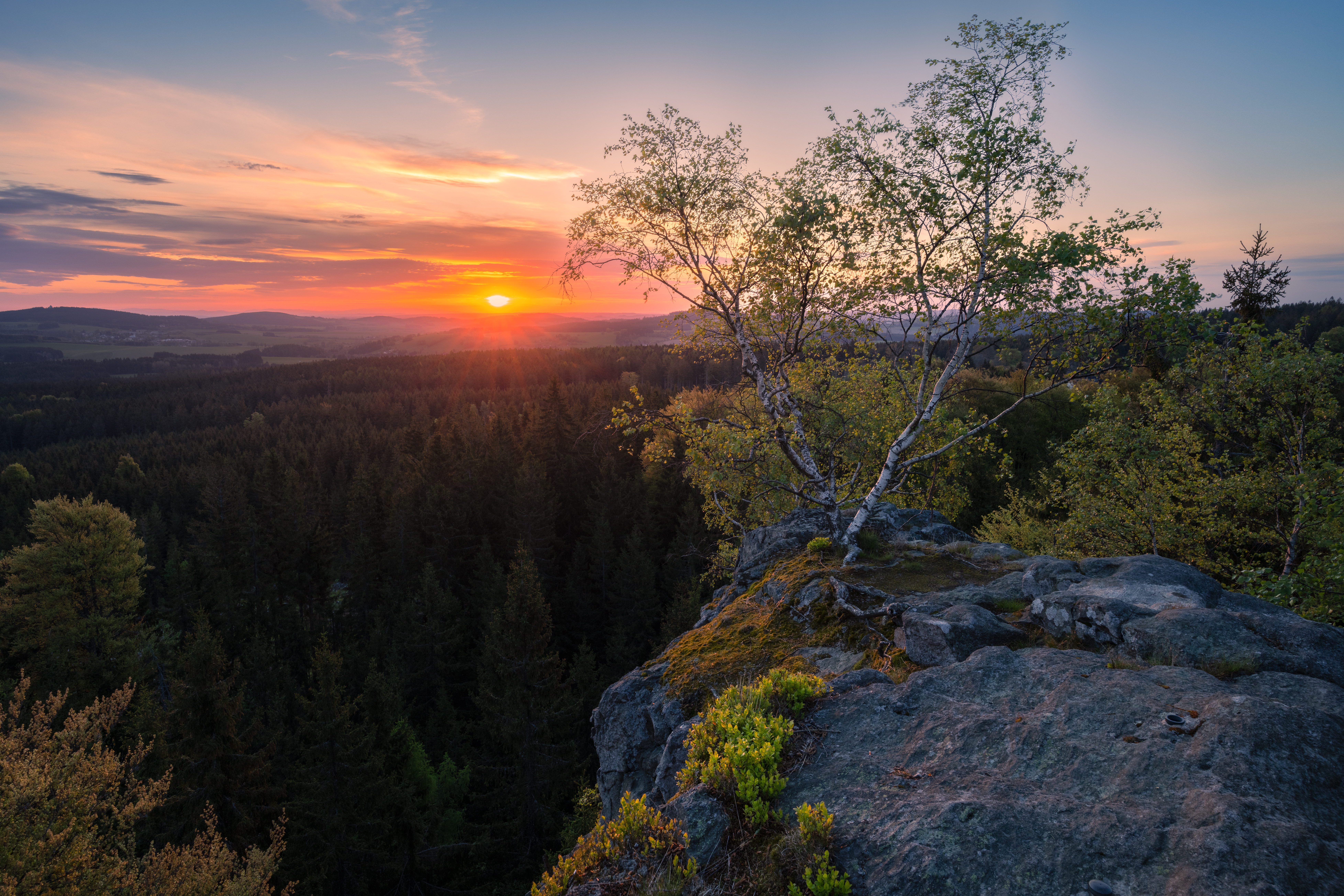
Východ slunce